# Tillandsia extensa
Espèce
Classification phylogénétique
Tillandsia extensa Mez est une espèce de plantes à fleurs de la famille des Bromeliaceae.
L'épithète extensa, « allongée », se rapporte à la longueur de la tige florale.

## Protologue et Type nomenclatural
Tillandsia extensa Mez, in Repert. Spec. Nov. Regni Veg. 3: 33 (1906)
Diagnose originale :
« Foliis utrinque lepidibus conspicuis, pallidis, appressis dense conspersis; inflorescentia centrali, ample 4-pinnatim panniculata[sic]; spicis valde elongatis, dense pinnatis, fere rectis; bracteis florigeris suberecto-erectis, nec imbricatis nec axes obtegentibus, dorso glabris conspicueque prominenti-venosis, quam sepala permulto brevioribus; sepalis subaequaliter ad 3 mm connatis, apice rotundatis; petalis tubulose erectis, violaceis, quam stamina brevioribus. »
Type : leg. Weberbauer, n° 3296, 1903-07-05 ; « Peruvia, prov. Huari, dept. Ancachs, in valle super Masin, alt. 2500 m » ; Herb. Berol.
- leg. A. Weberbauer, n° 3296, 1903-07-05 ; « Peru: Tuccha-Thal oberhalb Masin, Dept. Ancachs, Prov. Huari. Felsen - 2500 m » ; Holotypus B (B 10 0243333)
- leg. A. Weberbauer, n° 3296 ; Isotypus B (10 0243334)
- leg. A. Weberbauer, n° 3296 ; Isotypus B (10 0243335)
- leg. A. Weberbauer, n° 3296 ; Isotypus B (10 0243336)
- leg. A. Weberbauer, n° 3296 ; Isotypus B (10 0243337)

## Synonymie
(aucune)

## Écologie et habitat
- Typologie : plante herbacée en rosette, monocarpique, vivace par ses rejets latéraux ; saxicole[1], rupicole[2].
- Habitat : falaises[2].
- Altitude : 500-2500 m[2].

## Distribution
- Amérique du sud :
  -  Pérou[2]
    - Ancash[1]